# 1995 WL5
1995 WL5 är en asteroid i huvudbältet som upptäcktes 24 november 1995 av den japanska astronomen Takao Kobayashi vid Ōizumi-observatoriet.
Asteroiden har en diameter på ungefär 3 kilometer